# Nakba

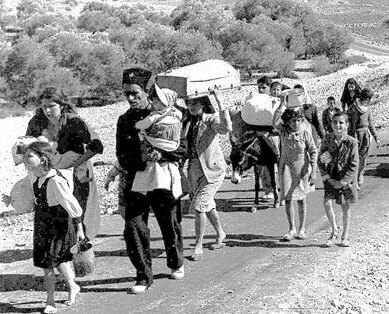
Palestinska flyktingar 1948.
Källa: Framsidan av boken "The Birth of the Palestinian Refugee Problem" av Benny Morris, Cambridge University Press 1989.

Nakba (arabiska: النكبة, al-Nakba, "katastrofen") var den etniska rensningen av palestinier i palestinaområdet under 1948 års arabisk-israeliska kriget genom deras våldsamma förflyttning och fördrivande från mark, egendom och tillhörigheter, tillsammans med förstörelsen av deras samhälle, kultur, identitet, politiska rättigheter och nationella ambitioner. Termen används också för att beskriva judarnas förföljelse och  fördrivning av palestinier före kriget. Som helhet täcker det splittringen av det palestinska samhället och det långvariga förkastandet av rätten att återvända för palestinska flyktingar och deras ättlingar.

## Bakgrund
Ett stort antal araber fördrevs eller flydde från det område som 1948 kom att kallas Israel. Uppgifterna om hur många har varit väldigt varierande. Från arabiskt håll har uppgivits 900 000 medan en officiell israelisk uppskattning stannar på 520 000. FN:s flyktingorganisation UNRWA uppger siffran 726 000 och det brittiska utrikesdepartementet har angett siffran 711 000. Enligt historiken Benny Morris är 700 000 en rimlig uppskattning.
Den arabiska versionen – bekräftad av samtida forskare som israelen Ilan Pappé – har varit att judarna drev en medveten policy att fördriva palestinier från de områden som efter kriget 1949 tillhörde Israel.
Enligt israelisk uppfattning var flykten en del av Arabförbundets plan att invadera Palestina 1948. Order skulle ha utgått att evakuera araber innan huvudstriden började. Detta har dock visats vara en propagandalögn. Flera studier har gjorts och kommit fram till olika svar angående skuldfrågan för den stora flykten av palestinier, en av de är det faktum att arabiska grannländer bad arabiska palestinier att fly innan invasionen av det nyfödda Israel skulle ske.
Mellan december 1947 och mars 1948 var det bara välsituerade araber som lämnade Palestina. Mellan april och maj 1948 inleddes massflykten när ledarna på den palestinska sidan blev oeniga och flydde. Efter arabstaternas intervention den 15 maj började den judiska sidan uppmana araberna att lämna landet. David Ben-Gurion förklarade att delningsplanen från 1947 var död och att situationen i Palestina skulle fastställas genom militär makt.
Benny Morris har studerat 392 palestinska byar, städer och stadsdelar.
Han delade in dem i sex kategorier beroende på huvudorsak till flykten:
- flykten skedde på arabisk order
- flykten skedde under påverkan av en besegrad grannby
- flykten skedde genom utdrivning, genomförd av israeliska trupper
- flykten skedde på grund av sionistiskt militärt ingrepp
- flykten skedde på grund av rädsla
- flykten skedde efter rykteskampanj initierad från sionistiskt håll om vilket blodbad som skulle drabba befolkningen efter sionistisk erövring

I sex fall anger han arabisk order som orsak till flykten. 
Om man slår samman tre av grupperna till en grupp "normalflykting som påverkats i huvudsak av den skräck för fienden som finns i konflikter” och de övriga tre till en grupp "fördrivna", det vill säga påverkade till flykt av direkt eller indirekt sionistiskt fysiskt eller psykiskt våld, får man fram att en dryg fjärdedel kan betraktas som "normalflyktingar" och tre fjärdedelar som "fördrivna". Deir Yassin-massakern är det mest kända exemplet på sionistiskt våld som orsakat flykt.
Från arabsidan uppmanades flyktingarna att återvända. Arabförbundets generalsekreterare Azzam Pascha, Transjordaniens kung Abdullah och milischefen Qawukji utfärdade offentliga påbud till flyktingarna omgående skulle återvända till sina hem, men flykten fortsatte. Många räknade med att bara fly undan striderna för att därefter kunna återvända till sina hem.
Israel förhindrade emellertid återvändandet.  
I mitten av juni 1948 fattade Israels regering ett formellt beslut om att inga flyktingar skulle tillåtas återvända. 500 palestinska byar utsattes för militära rensningskampanjer där invånarna fördrevs och mycket av infrastruktur och byggnader totalförstördes. Marken blev i många fall naturreservat eller uppläts som mark för nybyggnad åt kibbutzrörelsen. Listan över palestinska byar som avfolkades 1948 omfattar 660 byar.

## Reaktioner från arabiska och muslimska länder
Efter det arabisk-israeliska kriget 1948, då fem arabländer (Egypten, Irak, Jordanien, Libanon och Syrien) anföll Israel och gick förlorande ur striderna, genomfördes en rad antisemitiska kampanjer i flera länder med muslimsk eller arabisk majoritet. För att hämnas genomförde man etnisk rensning på judar i flera länder. Hundratusentals judar tvingades lämna sina hem och majoriteten flyttade till Israel. Judarna refererar ibland till dessa händelser som "den judiska nakban".

## Araber i dagens Israel
Araber i Israel utgör cirka 21 % av landets befolkning (2021), vilket motsvarar drygt två miljoner människor. De är i huvudsak ättlingar till palestinier som stannade kvar inom Israels gränser efter självständighetskriget 1948. Arabiska medborgare i Israel har formellt samma medborgerliga rättigheter som judiska israeler – inklusive rösträtt, tillgång till utbildning och sjukvård samt representation i parlamentet (Knesset).